# 可暗示性
可暗示性（英语：Suggestibility）是指个体傾向於接受他人的暗示，并以此为根据而采取行动的特质。具有高可暗示性的人可能在回憶某些場景或时刻時，可能会將他人提供的虛假信息填入到記憶的空白處。暗示性会导致大脑产生外部線索扭曲的記憶：當個體被反覆告知某件過去事件的特定信息時，个体对該事件的記憶可能會逐漸與这些被重複暗示和提醒的信息趨於一致。
可暗示性与激烈的情绪相关。當个体正处于強烈情緒状态時，该个体通常更容易接受各种想法，会更容易接受外界的想法，因此表現出更高的可暗示性。一般来说，可暗示性會隨著年齡增長而降低。然而，心理學家發現，個體的自尊和自信程度会导致一些人比其他人更容易接受暗示，這個發現促成了「暗示性光譜」（spectrum of suggestibility）概念的提出。

## 定义
试图分离出“暗示性”这一整体特征的尝试未能成功，因为现有的测试程序无法区分以下不同类型的“暗示性”之间的可衡量差异：
- 受到交流或期望的影响，以致某些反应在没有意志的情况下明显地表现出来或主观地体验到，如自动症 。
- 有意地运用想象力或采用策略来产生一些特定的效果（即使最终被解释为非自愿的），以响应沟通或期望。
- 有意识地但不加批判地接受人们所说的话，并相信或私下接受所说的话。
- 公开地遵从他人的期望或观点，但没有相应的私人接受或经验；即表现出行为上的顺从，但没有私人接受。

瓦格斯塔夫的观点是，因为“对[催眠]暗示的真正反应不是在任何阶段由意志引起的反应，  真正的非意志反应，[并且]甚至可能是尽管有意志力却仍然引起的”，  所以第一类才真正体现了催眠暗示性的真正领域。
2004 年，关于受暗示性自我报告测量方法问世，这使得分离和研究这一整体特质成为可能。

## 示例
在人们的日常生活中，我们可以看到暗示性：
- 有人目睹了放学后发生的一场争吵。后来，当被问及那场“大打出手”时，他回忆起了当时的情景，但却不知不觉地用夸张的、编造和扭曲的方式去回忆当时事件的记忆。因为他现在认为那件事是一场“大打出手”，而不是一场简单的争吵。
- 父母告诉孩子他们是优秀的歌手，所以从那时起他们就相信自己有天赋，而他们的父母实际上是在虚假地鼓励他们。
- 一位老师可能会用“暗示性”来欺骗他的 AP 心理学学生：“可暗示性是指通过暗示或错误信息来扭曲记忆，对吗？” ，班上的大多数同学很可能会同意他的说法，因为他是老师，而且他的说法听起来很正确。然而，这个术语实际上是错误信息效应（英语：Misinformation_effect）的定义。

然而，受暗示性也可能表现得过于极端，从而导致负面后果：
- 由于警察或律师在询问过程中提出建议，证人的证词被改变，导致他们本来就不确定的观察变成了扭曲的记忆。
- 一个小女孩开始遭受偏头痛的折磨，这导致她睡眠不足和抑郁。她的治疗师是一位儿童虐待案件的专家，反复询问她的父亲是否对她进行过性虐待。这种暗示导致小女孩编造了父亲性侵她的记忆，最终导致她被送往寄养家庭，而她的父亲也因虐待罪名而受审。

## 催眠
主条目：催眠易感性
催眠暗示性是一种个体特质，反映了个体对催眠和催眠暗示的普遍反应倾向。基于催眠暗示性标准化测量的研究表明，该变量存在显著的个体差异。 
受试者“易受暗示”的程度对催眠及其相关现象的科学研究有着重大影响。该领域的大多数催眠治疗师和学者都秉持这样的前提： 催眠敏感性 ，即特定个体在特定情境下，在特定催眠治疗师的指导下，结合特定的信念、期望和……，能够达到的催眠深度，是诱导有效催眠状态的一个因素。 
约翰·卡帕斯博士（1925-2002）在其一生中发现了三种不同类型的暗示性，它们可以改善催眠效果：
- 情绪暗示性 ——一种易受暗示影响的行为，其特征是对推断性暗示反应高度敏感，这些暗示会影响情绪并限制身体反应；通常与催眠深度相关。因此，情绪暗示性者通过推理而非直接的文字暗示学习更多。
- 身体暗示性 ——一种易受暗示的行为，其特征是对影响身体的文字暗示高度敏感，并限制情绪反应；通常与僵直性昏厥阶段或更深层次的昏厥有关。
- 智力暗示 ——催眠暗示的一种类型，受试者害怕被催眠师控制，并不断试图分析、拒绝或合理化催眠师所说的一切。对于这类受试者，催眠师必须对每个暗示给出合乎逻辑的解释，并让受试者感觉到自己正在催眠。

然而，暗示性（即催眠的因素）究竟是什么，目前尚不清楚或没有达成一致。它既是无可争议的变量，也是最难测量或控制的因素。
目前尚未达成共识的是，暗示性是否：
- 性格或个性的永久固定细节；
- 遗传或化学精神病倾向；
- 这种趋势的激活的前兆或症状；
- 学到的技能或养成的习惯；
- 与学习功能同义；
- 语言习得和同理心的中性、不可避免的结果；
- 带有偏见的术语促使人们抵制外部引入的新思想或观点；
- 与“他者”的相互共生关系，例如非洲的 uBunthu 或 Ubuntu 概念；
- 与同理心和沟通能力有关；
- 这是演讲者和催眠师之间个人品味的一致问题，也是听众和听众对演讲者的想法的喜好或使用之间的一致问题；
- 技能、缺陷或某种中性和普遍性的东西。

从概念上讲，催眠易感性一直被定义为催眠状态下暗示性的增强。在实践中，催眠易感性是通过催眠诱导后的暗示性来衡量的。数据表明，它们是不同的概念。尽管催眠诱导会显著提高暗示性，但催眠和非催眠暗示性之间的相关性接近于所谓催眠易感性量表的信度系数。这表明，催眠易感性量表更能衡量清醒状态下的暗示性，而非催眠易感性。 
现有的对催眠现象的研究非常广泛，随机对照试验主要支持催眠疗法的有效性和合法性，但如果没有对所研究的实体或方面进行明确定义的概念，就无法通过经验来衡量个人客观“易受暗示”的程度，也无法预测确切的治疗结果。
此外，这在逻辑上阻碍了非定制催眠疗法方案的开发。关于后者，必须指出的是，虽然有些说服方法比其他方法更普遍有效，但对个人最可靠有效的方法是通过首先检查客户的动机、学习、行为和情绪风格等来个性化治疗方案。事实上，很少有催眠治疗师会不优先考虑客户病史。 

### 自治
个体受暗示性差异的有趣之处甚至在早期希腊哲学家中也曾出现过。 
亚里士多德对此持一种漠不关心的态度，并表示：“最聪明的人是那些能够接受一个想法但不一定相信它的人。“
这或许更准确地呼应了催眠治疗师和催眠师的实践经验。当一个人沉浸在他人鼓舞人心的话语中，聆听他们阐述某个想法或思维方式时，其主观注意力会被这些话语的逻辑性、美感以及与自身个人经历和动机的关联性所吸引。在这些自然的恍惚状态中，就像催眠治疗师刻意安排的那样，当可供批判的内容减少时，“批判能力”自然会变得不那么活跃。
也许上述亚里士多德引文中“必然相信它”的部分是有问题的，因为这种对暗示性的概念提出了一些问题，即对引入的观念赋予信念的自主性，以及这种情况是如何发生的。 

### 易感性
大众媒体和非专业人士的文章偶尔会交替使用“易受暗示”和“易受影响”这两个词，指的是某个人对他人暗示的反应程度。然而，这两个词并不等同 ，因为后者带有固有的负面偏见，而“易受暗示”所描述的中性心理因素则不存在这种偏见。
在催眠和催眠疗法的科学研究和学术文献中，“可暗示性”（suggestibility）一词描述的是一种中性的心理状态或现象，也可能是生理状态或现象。这与带有文化偏见的“可暗示性”（suggestible）一词的常用说法截然不同。“易受刺激”（susceptible）一词暗示着虚弱，或某种更大的危险，使人更容易成为受害者。因此，“易受刺激”会对预期产生负面影响，其本身就是一种催眠暗示，必须注意并防范。这两个词通常带有不应有的负面社会含义， 而这些含义并非源于词义本身。
易受暗示并不意味着轻信。后者指的是经验性的客观事实，任何观察者都可以证明其准确性或不准确性；而前者则不然。接受暗示与任何新暗示的准确性无关，也与这种客观准确性是否可能无关，这与形而上学信仰的情况不同。
有些治疗师可能会在进行治疗之前，先审视患者对暗示性的担忧或反对意见：这是因为有些人认为，即使面对更具说服力的新观点，当存在令人信服的认知理由不“允许自己”被说服时，患者仍然会以理性或后天习得的刻意意志去坚持自己的信念。这或许可以从历史上一些大规模催眠案例中看出，当时媒体也曾对其进行过压制。在个人层面，催眠治疗师和心理治疗师有时会根据自身已不成熟的信念体系，描述未经审视的行为。
催眠暗示包括术语、短语或整个概念，其中理解概念包括理解主观感觉或适当反应的框架......简单的单词形式包括恐怖主义这个词，要理解这个概念，必须理解恐怖的概念，然后在句子中理解它是指“那个”给定的对象。

### 语言习得
在决定下一步如何行动之前，必须先认知一个短语：因为概念必须先于心智而存在。它们要么来自心智本身，要么是对外部引入的概念暗示的回应——外部世界及其场景和事实，或来自他人的建议。
建议可以引导思维去关注新的概念，关注世界中的某个特定领域，提供新的视角，这些视角随后可能会影响行动选择，触发自动行为（例如回以微笑），或指示特定的行动类型。在催眠疗法中，会以恭维或紧迫的方式，描绘出客户所期望结果的真实体验，并根据客户自身的动机、驱动力和喜好进行个性化定制。

### 共同经验建议
暗示不一定是口头的、口头的或读出来的。微笑、怒视、眨眼、三件套西装、科学家的白大褂，都是暗示性的技巧，其含义远不止直接的行动。催眠师运用的技巧正是利用了这些本能的“填补空白”以及我们对特定场景或时刻的反应变化。在治疗环境中，催眠师或催眠治疗师可能会评估这些自动认知跳跃、 教条 ，或任何自我限制或自我破坏的信念。
受暗示影响的特征是表现出行为上的顺从，但并非出于个人的接受或信念。也就是说，行为与个人的意志、信仰体系以及自然而然的行动动机不一致。这可能会妨碍个人的自主性、表达能力或自决能力 。它同样可能以理性选择、深思熟虑的长期结果取代情绪。

### 实验与临床
催眠的应用范围很广，对暗示反应的研究可以分为两个非排他性的大类：
- 实验催眠 ：对“ 实验暗示 ”的研究，形式如下：

“当我在相同的实验环境下向我的测试对象组每个人提供精确的标准建议 ABC 时，他们实际上会做什么？”
（即，给出一个固定的建议，结果是什么？）
- 临床催眠 ：针对以下问题的临床暗示研究：

“在特定的背景下，我可以对这个特定的主题说些什么，以达到让他们做 XYZ 的目标？”（即，给定一个固定的结果，建议是什么？）

### 催眠反应的非状态解释
根据一些关于催眠反应的理论解释，例如尼古拉斯·斯帕诺斯的角色扮演理论 ，被催眠的对象实际上并没有进入不同的心理或生理状态；而只是在社会压力下采取行动——因此，对他们来说，服从比不服从更容易。虽然这种观点并不否认被催眠者确实体验到了暗示的效果，但它断言，这种机制在一定程度上是“ 社会建构 ”的，因此不需要任何涉及“意识状态改变”的解释。

## 儿童时期
当儿童的思维处于不断发展时期，他们会从周围获取各种不同来源的新信息。这使得儿童更容易受到暗示，因此儿童是可暗示性研究的一个重要研究对象。研究人员已经确定了儿童受暗示性影响的关键因素，包括内在因素和外在因素。 

### 内在因素
- 年龄： 儿童记忆生活中事件的能力非凡。不同年龄段儿童在暗示性方面的真正差异在于，他们对事件细节的记忆程度。记忆细节对年龄较大的儿童来说非常重要。一些年龄较小的儿童可能需要成人的帮助才能回忆起过去的事件。  [8]可暗示性的问题在于儿童，甚至成人，会将先前类似经历的知识融入到对单个事件的回忆中。比如儿童，尤其是年幼的儿童，很容易在回忆中融入与特定事件相似但无关的细节，这表明年龄是影响一个人易受影响程度的关键因素。
- 先前知识： 如前所述，在处理儿童易受暗示性时，拥有与事件相关的先前知识尤其危险。先前知识与易受暗示性相关，是指利用过去的经验来重建过去或当前的事件。对事件的先前知识实际上可以有效地产生对特定情境的准确回忆，但也可能同样导致他们有效地产生错误记忆。研究表明，当面对先前熟悉的情境时，儿童很容易错误地回忆起事件，就好像它们真的发生过一样。
- 要点提取： 尽管儿童极有可能在过去事件与当前事件相似时回忆起错误记忆 ，但他们也会回忆起看似与事件无关的错误记忆细节。研究人员将这种现象命名为“全局要点”，它是一种识别多个事件之间联系的表征。儿童会错误地回忆起与他们对周围事件的表征相符的信息。

### 外在因素
- 面试官偏见： 面试官偏见是指面试官在面试过程中表现出的观点或偏见，从而影响面试结果。面试官偏见是指面试官只追求一个支持其既定想法的假设，而忽略任何与其假设相悖的细节。面试官偏见的目的并非探求真相，而只是简单地佐证既定观点。面试官偏见在从儿童口中套取信息时很常见。
- 重复的问题： 研究表明，在访谈中反复询问孩子同一个问题，往往会导致孩子推翻他们最初的答案，尤其是在回答“是”或“否”的问题时。孩子会认为，既然问题重复出现，他们肯定回答错了，需要修改答案[9]。
- 面试官的语气： 孩子们对人们的语气非常敏感，尤其是在面试场合。当面试官的语气决定了提问的内容时，孩子很可能会构建过去事件的记忆，即使他们实际上对那件事毫无记忆。例如，当使用积极的语气时，事实证明它能使事件的描述更加详细。然而，他们会被发现会”为了安抚面试官“而提供虚假信息。
- 同伴互动： 儿童对事件的描述可能会因同伴的信息而受到很大扭曲。在某些情况下，那些没有亲身经历事件的儿童后来会回忆起目睹事件的经过以及事件的细节。这些信息来自于聆听同伴对事件的描述[10]。  这些孩子可能会为了获得认同而大声说出自己的想法。
- 重复错误信息： 重复错误信息是指采访者向孩子提供不正确的事件细节。这种技巧会在多次采访中使用，并且在一次采访中会多次出现。事实证明，这种方法会严重影响孩子对事件记忆的准确性，最终，错误信息会被纳入孩子对特定事件的描述中。

### 极端事件
在性虐待 、极度焦虑或虐待等极端事件中，儿童实际上很容易受到暗示的影响。孩子可能会回忆起一些实际上并未发生的事情  ，或者他们受到了严重的创伤，以至于不愿去想真正发生的事情。
关于编码误导性事后信息时或可能提取这些信息时焦虑情绪对后续暗示性的影响，目前的研究很少。焦虑情绪的诱导并不影响对非暗示性信息的记忆准确性。至于可暗示性、误导性信息则有很强的影响。  这只是一个例子，说明焦虑发作等高度情绪化的情境如何导致暗示性误解。
在另一项研究中表明，研究人员对 328 名参与虐待和忽视法医调查的 3 至 16 岁儿童的记忆力、暗示性、压力唤醒和创伤相关的精神病理学进行了检测。儿童的记忆力和可暗示性通过体检和静脉穿刺进行评估。年龄较大且认知功能得分较高者，记忆错误率较低。此外，报告存在更多分离倾向的儿童的皮质醇水平和创伤症状与记忆错误增加相关。  这再次证明了幼儿的压力或创伤经历会受到暗示性的影响。

## 其他案例
据称， 创伤后应激障碍和分离性身份识别障碍 (DID) 患者特别容易受到暗示。  虽然 DID 患者的催眠易感性得分往往较高，但目前还没有足够的研究来支持他们更容易受到暗示的说法。 
群体动态和群体行为以及群体思维现象是受暗示性的进一步例子。
日常生活中常见的易受暗示行为包括“传染性打哈欠 ”（看到一个人打哈欠后，多人也开始打哈欠）和医学院学生综合症 （一个人在阅读或听到某种疾病后开始出现症状）。 安慰剂反应也被认为至少部分基于个体在暗示性方面的差异。易受暗示的个体可能对各种替代性健康实践反应更强烈，这些实践似乎更多地依赖于患者对干预措施的信任程度，而非任何已知机制。控制个体在暗示性方面的差异可以加强对健康干预措施效果的研究。查阅 《心理测量年鉴》  发现目前尚无针对这种人格特征的心理测试。由于古德琼森暗示性量表的适用范围狭窄，其应用前景值得怀疑。除了健康方面的影响外，易受暗示性影响的人可能容易做出错误的判断，因为他们没有批判性地处理暗示，从而容易成为基于情绪的广告的牺牲品。